# Aşağıgülderen, Çaldıran
Aşağıgülderen là một xã thuộc thành phố Çaldıran, tỉnh Van, Thổ Nhĩ Kỳ. Dân số thời điểm năm 2011 là 1.201 người.